# Blues Magoos
Blues Magoos (también conocidos generalmente como The Blues Magoos) es una banda de rock, formada en 1964, en The Bronx, Nueva York.
A pesar del poco éxito comercial de Blues Magoos, es considerado un grupo del rock clásico independiente y garage rock emblemático, a lado de grupos como Count Five, Bubble Puppy, 13th Floor Elevators, entre otros.
Su sencillo más conocido es el de 1966 titulado: "(We Ain't Got) Nothin' Yet" del álbum "Psychedelic Lollipop", que fue así mismo su álbum más conocido también.

## Integrantes

### Formación actual
- Ralph Scala - vocal, teclados
- Emil "Peppy" Thielhelm Castro - guitarra, vocal de apoyo
- Geoff Daking - percusión, batería
- Mike Ciliberto - vocal de apoyo, guitarra
- Peter Stuart Kohlman - bajo, vocal de apoyo

### Exintegrantes
- Ron Gilbert - bajo (1964 - 1969)
- Jon Finnegan - percusión, batería (1964 - 1965)
- John Leillo - percusión (1969 - 1970)
- Eric Kaz - teclados (1969 - 1970)
- Roger Eaton - bajo (1969 - 1970)
- Richie Dickon - batería, percusión (1969 - 1970)
- Dennis LePore - guitarra (1964 - 1965)

## Discografía

### Álbumes de estudio
- 1966: "Psychedelic Lollipop"
- 1967: "Electric Comic Book"
- 1968: "Basic Blues Magoos"
- 1969: "Never Goin' Back to Georgia"
- 1970: "Gulf Coast Bound"
- 2014: "Psychedelic Resurrection"